# محمد الأشمر
محمد الأشمر (1307- 1380 هـ / 1892- 1960 م) أحد قادة الجهاد والنضال الوطني في سورية، وأحد كبار وجهاء حي الميدان في دمشق. كانت داره حِمًى لمن دخلها، لم يجرؤ فرنسي أن يدنوَ منها، فلمَّا كان عهد الاستقلال اقتُحمت داره واقتيد إلى السجن.

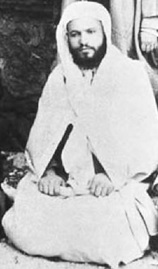
محمد الأشمر في حي الميدان عام 1925

## أصله ونسبه
هو محمد بن طه بن محمد الأشمر أحد الرجال الوطنيين وقادة الجهاد في سوريا، يعود أصل أجداده إلى قرية سيجر قرب حماة، وانتقل جدُّه إلى دمشق، حيث وُلد محمد الأشمر في حي المَيدان. ثم انتقل إلى قرية الغارية الشرقيّة في حَوْران، فتعلّم في كتاتيبها، وتمرّس على الفروسيّة وركوب الخيل، وبدت عليه ملامح النجدة والرغبة في إحقاق الحق، وتعرّف على مريد صوفيّ، فسلك الطريقة النقشبنديّة على الشيخ أمين الزملكاني الكردي بدمشق ولبس الخرقة الصوفيّة.
واتصل بعلماء دمشق فدرس علم الحديث على محدّث الشام الشيخ بدر الدين الحسني ولازمه، وتلقى الفقه على الشيخ عبد القادر الشموط، اثنتي عشرة سنة.
وعندما دخلت قوات الثورة العربية الكبرى دمشق في 30 أيلول 1918 كان في استقبالها مع رفيقه المجاهد أحمد مريود ابتهاجاً بتحرير سوريا من تسلط القوميين الأتراك، وفي يوم ميسلون خرج مع المجاهدين فأبلى البلاء الحسن، ثم التجأ إلى حوران بعد دخول قوات فرنسا وأخذ يعيد تنظيم العمل الجهادي في العاصمة دمشق.

## جهاده
بعد عودة الشيخ بدر الدين الحسني والشيخ علي الدقر من جولتهما في المدن السوريّة، كلّفه شيخه الحسني بأن يخرج إلى الغوطة ثائراً، وأن يعمل على جمع رجال الثورة فيها وتوحيد كلمتهم ووضع حدّ لخلافاتهم، ومنع التعديات على الناس بالقوّة فخاض معاركه بين عامي (1925 ـ 1927) وقاد المجاهدين في منطقة الغوطة، وأخذ يشنّ الغارات على المستعمرين الفرنسيين، وكانت أشهر معاركه: فك الحصار عن جبل الدروز في المسيفرة التي أشار إليها سلطان باشا الأطرش في مذكّراته، ومعركة يلدا في الغوطة، ومعركة بستان باكير قرب حي الميدان بدمشق، ومعركة بستان البندقة بين حي الميدان وكفر سوسة، ومعركة مئذنة الشحم بدمشق، ومعركة جسر تورا على طريق دوما ومعركة حي الميدان، حيث وقف مائة من المجاهدين بقيادته في وجه وحدات عسكرية مدجّجة بأحدث الأسلحة، كما قام الأشمر ورفاقه بتدمير خطوط السكك الحديديّة التي يستخدمها الفرنسيّون، وتقطيع أسلاك الاتصالات الهاتفيّة والبرقيّة، ومطاردة الخونة والجواسيس وتقديمهم لمحكمة الثورة؛ عندما سيطر الفرنسيّون على الغوطة لجأ إلى حوران، واستقرّ في قرية داعل فلما علم الفرنسيّون بوجوده فيها سيّروا حملة عسكريّة تؤيّدها الطائرات لاعتقاله، لكنّه استطاع كسر الطوق والخروج من القرية ممتطياً فرسه، تحت قصف الطيران وعبور نهر اليرموك، واستقرّ في واحة الأزرق، وسمح له الملك عبد الله بالإقامة في بلدة ناعور قرب عمّان فمكث فيها ثلاث سنوات، وخلال إقامته في الأردن شكّل فرقة عسكرية قوامها ستمائة مقاتل، كانت تتخذ مدينة درعا مركزاً لعملياتها الهجوميّة عبر الحدود؛ وزار القدس ولقي الحاج أمين الحسيني، وعندما صدر العفو عنه سنة 1350/1931 عاد إلى دمشق فأقام فيها يأمر بالمعروف وينهي عن المنكر، ويصلح ذات البين، ويشعل في الشباب السوري روح التضحية والفداء.
عارض قانون الطوائف الذي كانت حكومة جميل مردم على وشك إصداره تحت ضغط السلطات الفرنسيّة، وقاد مظاهرة شعبيّة اشترك فيها الشيخ كامل القصّأب، والشيخ بهجت البيطار، وكان الطلاب وعلى رأسهم الشيخ علي الطنطاوي يهتفون: ديننا، ديننا، لا نرضى به بديلا؛ حتى ألغي هذا القانون الذي كان بمثابة (الظهير البربري) الذي فرضه المستعمرون في شمال أفريقيا.
واعترض على رعاية الدولة ما اعتبره حفلات المجون، ونظّم اجتماعاً حاشداً في جامع تنكز لأجل هذا الغرض، وتظاهر أتباعه ضد سفور النساء وهاجموا حفلاً خيرياً نسائياً واشتبكوا مع قوات الدرك حتى اضطرت الحكومة إلى إلغاء الحفل المزمع إقامته.
وعندما صدر الأمر باعتقاله في أيار 1944 استقبل في مضافته سبعة ضباط فأبلغوه على لسان رئيس الجمهوريّة شكري القوتلي، ورئيس الوزاء سعد الله الجابري، أن في ذلك إطفاءً لفتنة يقف وراءها الفرنسيّون بهدف عرقلة الجهود المبذولة للتوصّل إلى ممارسة الاستقلال بشكل كامل، فنفّذ القرار حقناً للدماء، ولم ينتصر لنفسه، وحذّر إخوانه من الفتنة، وتوجّه إلى جزيرة أرواد مع سجّانه طواعية، فأقام فيها ثلاثين يوماً.
وتحدّث الشيخ علي الطنطاوي عن جهاده، وكيف تنكر الساسة السوريون بعد الاستقلال له فقال: كان الشيخ الأشمر من الصالحين الذين ثاروا على الفرنسيين، وأبلوا في قتالهم البلاء المبين، وكانت داره حمى لمن دخلها، لم يجرؤ فرنسي أن يدنو منها، فيدخل عليه فيها، فلما كان عهد الاستقلال، وكان رئيس الوزراء سعد الله الجابري، أمر باقتحام دار الشيخ الأشمر، وبسحبه منها إلى السجن، وعلّق الطنطاوي على الحادث بقوله: نحن نخوض المعركة، وغيرنا يأخذ المغانم.

## مشاركته في الدفاع عن عروبة فلسطين
عندما اندلعت ثورة 1355/1936  في فلسطين هبّ لنجدة إخوانه المجاهدين هناك، ومعه القائد سعيد العاص وكانت منطقة نشاطه مثلث نابلس، وخاصّة منطقة طولكرم، وكان قائد المفرزة الشاميّة الدمشقية، إلى جانب المفرزة العراقيّة والمفرزة الدرزيّة، في معركة آب 1936 التي قادها المناضل فوزي القاوقجي، ومنير الريّس؛ ومن أشهر معاركه في فلسطين: معركة بلعا، ومعركة جبع، ومعركة بيت إمرين؛ وعندما أثمرت جهود الملوك والأمراء العرب عن موافقة الهيئة العربيّة العليا في 11/10/1936 على إنهاء الإضراب العام في الأراضي الفلسطينيّة، سلّم الأشمر أسلحة رجاله إلى الحاج أمين الحسيني، وعاد إلى الأراضي السوريّة.

## عودته إلى سورية
وعندما ظهرت نوايا الفرنسيين بضرب دمشق عام 1945 أحبط محاولة تجنيد شركس القنيطرة، وأتوا مجاهدين للدفاع عنها وحمايتها، فلما ضرب الفرنسيّون المجلس النيابي السوري، وقصفوا الأحياء، أقام سلطة شعبيّة في غياب الحكومة، فبسط الأمن، وضرب على أيدي اللصوص، وحمى الأسواق ومخازن الغلال، من أعمال النهب، وقام بتوزيع المجاهدين على أطراف المدينة لحمايتها، وردّ على العدوان.
وأمضى بقية عمره مجاهداً مناضلاً، غير عابئ بالمناصب السياسيّة والمكاسب الماديّة، ساعياً لرأب الصدع، ورصّ الصفوف ؛ وعندما دعي لزيارة الصين والاتحاد السوفييتي، لبّى الزيارة التي استغرقت ستة أشهر، تفقّد خلالها أحوال المسلمين، ومنح جائزة ستالين العالميّة للسلام بين الشعوب، وتقلّد وسامها في دمشق يوم 17/3/1955 ولم تجد محاولة الشيوعيّين السورييون استغلال شعبيّة الأشمر من خلال هذه الجائزة.

## وفاته ورثاؤه
توفي بدمشق، يوم 3 آذار 1960 م. وأقام الخيّرون من أهل دمشق مسجداً باسمه في حي الزاهرة تخليداً لذكراه، وألّف في سيرته عدد من الدارسين السوريين كتاب (المجاهد الصامت الشيخ محمد الأشمر ـ سيرته وجهاده)، وفي ذكرى وفاته وقف الشيخ مصطفى السباعي يرثيه ويعدد مآثره فقال: "كان الأشمر مثالاً للمجاهد الشجاع الجريء الذي يقتحم غمار الموت ويهزأ بالأخطار تسعى بين يديه ومن خلفه، كما كان مثالاً للرجل المؤمن التقي الذي كان يلقي بالمواعظ على إخوانه المجاهدين متنقلاً من مكان إلى مكان يبث فيهم روحه المؤمنة القويّة كل معاني الثقة بالله وبعدالة الحق الذي خرجوا للدفاع عنه. وأضاف: كان يكفيه من الأمجاد والخلود ما قام به في الثورة السوريّة من بطولات وتضحيات."

## الثبت المرجعي
- Arab Civilization: Challenges and Responses. نيويورك: State University of New York Press. 1988. ISBN:978-0-7914-9541-4. مؤرشف من الأصل في 2016-04-26. {{استشهاد بكتاب}}: الوسيط |مؤلف1-الأول= يفتقد |مؤلف1-الأخير= (مساعدة) وتجاهل المحلل الوسيط |آخر1= لأنه غير معروف (مساعدة)
- A Line in the Sand: The Anglo-French Struggle for the Middle East, 1914–1948. Barr. W. W. Norton & Company. 2012. ISBN:9780393070651. مؤرشف من الأصل في 2016-05-03. {{استشهاد بكتاب}}: الوسيط |الأول= يفتقد |الأخير= (مساعدة)صيانة الاستشهاد: آخرون (link)
- Divided Loyalties: Nationalism and Mass Politics in Syria at the Close of Empire. California University Press. 1998. ISBN:9780520919839. مؤرشف من الأصل في 2016-05-06. {{استشهاد بكتاب}}: الوسيط |مؤلف1-الأول= يفتقد |مؤلف1-الأخير= (مساعدة) وتجاهل المحلل الوسيط |آخر1= لأنه غير معروف (مساعدة)
- Syria and the Doctrine of Arab Neutralism: From Independence to Dependence. Ginat. Sussex Academic Press. 2010. ISBN:9781845193966. مؤرشف من الأصل في 2016-05-17. {{استشهاد بكتاب}}: الوسيط |الأول= يفتقد |الأخير= (مساعدة)صيانة الاستشهاد: آخرون (link)
- The Palestinian Military: Between Militias and Armies. Frisch. W. W. Norton & Company. 2012. ISBN:9780393070651. مؤرشف من الأصل في 2016-05-12. {{استشهاد بكتاب}}: الوسيط |الأول= يفتقد |الأخير= (مساعدة)صيانة الاستشهاد: آخرون (link)
- Zionism and Arabism in Palestine and Israel. Kedourie. Routledge. 2015. مؤرشف من الأصل في 2016-05-03. {{استشهاد بكتاب}}: الوسيط |الأول= يفتقد |الأخير= (مساعدة)صيانة الاستشهاد: آخرون (link)
- Steel & Silk: Men & Women Who Shaped Syria 1900–2000. Moubayed. Cune Press. 2006. ISBN:1-885942-41-9. مؤرشف من الأصل في 2020-10-21. {{استشهاد بكتاب}}: الوسيط |الأول= يفتقد |الأخير= (مساعدة)صيانة الاستشهاد: آخرون (link)
- Cyrus Schayegh، المحرر (2015). "Rebels Without Borders: Southern Syria and Palestine, 1919-1936". The Routledge Handbook of the History of the Middle East Mandates. Parsons. Routledge. ISBN:9781317497066. مؤرشف من الأصل في 2016-04-16. {{استشهاد بكتاب}}: الوسيط |الأول= يفتقد |الأخير= (مساعدة)
- Religion and State in Syria: The Sunni Ulama from Coup to Revolution. Pierret. Cambridge University Press. 2013. ISBN:9781107026414. مؤرشف من الأصل في 2016-06-10. {{استشهاد بكتاب}}: الوسيط |الأول= يفتقد |الأخير= (مساعدة)صيانة الاستشهاد: آخرون (link)
- The Great Syrian Revolt and the Rise of Arab Nationalism. Provence. University of Texas Press. 2005. ISBN:9780292706804. مؤرشف من الأصل في 2020-02-29. {{استشهاد بكتاب}}: الوسيط |الأول= يفتقد |الأخير= (مساعدة)صيانة الاستشهاد: آخرون (link)
- Empires of Intelligence: Security Services and Colonial Disorder After 1914. Thomas. University of California Press. 2008. ISBN:0520933745. مؤرشف من الأصل في 2016-06-24. {{استشهاد بكتاب}}: الوسيط |الأول= يفتقد |الأخير= (مساعدة)صيانة الاستشهاد: آخرون (link)
- Colonial Citizens: Republican Rights, Paternal Privilege, and Gender in French Syria and Lebanon. Thompson. Columbia University Press. 2013. ISBN:9780231505154. مؤرشف من الأصل في 2016-05-27. {{استشهاد بكتاب}}: الوسيط |الأول= يفتقد |الأخير= (مساعدة)صيانة الاستشهاد: آخرون (link)